# منزل البحيرة (فلم)
منزل البحيرة هو فيلم أمريكي رومانسي درامي، تم إنتاجه عام 2006، كتبه دايفيد أبورن،الذي أقتبس فكرة القصة عن الفلم الكوري (Il Mare) مع تعديلات طفيفة و أحداث تختلف بتفاصيلها لكن تتشابه بالمضمون, وأخرجه أليخاندرو أغريستي، بطولة كيانو ريفز وساندرا بولوك والذان يجتمعان للمرة الأولى منذ فيلهما سرعة عام 1994.

## ملخص الفيلم
كيت فوستر ساندرا بولوك هي طبيبة ذات طبيعة رومانسية كانت تعيش في المنزل الريفي الجميل المطل على البحيرة ولكنها تركته وانتقلت للمدينة فوجدت نفسها تحن كثيراً إلى منزلها القديم ويدفعها فضولها إلى معرفة من سكن فيه من بعدها، فتقوم بإرسال رسالة إلى عنوان منزلها السابق تصف فيها حنينها إليه وتصل الرسالة إلى يد القاطن الحالي في المنزل وهو مهندس شاب يدعى أليكس وايلر كيانو ريفز والذي حين تلقى الرسالة وقرأها أحس بأن التي كتبت هذه الرسالة هي إنسانة ذات روح شفافة ومرهفة وانجذب لها من دون أن يراها فرد على رسالتها وقامت بين الاثنين علاقة صداقة بالمراسلة بدأت تتطور إلى أكثر من الصداقة فيما الرسائل تتنقل بينهما ولكن الشيء الغريب في الأمر أنهما اكتشفا خللا ما فيما يحدث بينهما فهما ليس فقط يعيشان في مكانين مختلفين ولكن من خلال الرسائل يكتشفان أيضا أنهما يعيشان في زمنيين مختلفين وأن هناك سنتان تفصلهما عن بعضهما البعض فكيف ممكن حدوث هذا ؟ وكيف بإمكانهما تلقي رسائل بعضهما البعض إن كانا لا يعيشان في نفس الزمن.

## القصة
يبدأ الفيلم عند انتقال الطبيبة كيت (ساندرا بولوك) من سكنها بحزن وتردد، حيث ستفارق منزل البحيرة، ذلك المنزل الزجاجي من جهاته الأربع، العائم بأعمدتهِ على ضفّة بحيرة مشيغان، بدت كيت تعيسةً وهي تودع المنزل في جوٍّ صيفيٍّ عليل ونقيّ، بصحبة كلبها "جاك"، لتسكن في شقةٍ قريبةٍ من المستشفى، مقرّ عملها، وما هما إلاّ مشهدين حتّى تعود الكاميرا بنا إلى منزل البحيرة، وقد بدا هذه المرّة وكأنه مهجور منذ سنوات، يتوقف مالكه الجديد المهندس المعماري أليكس (كيانو ريفز) بشاحنته الصغيرة المحمّلة بالأمتعة، وفي طقسٍ شتويّ مُثلج يقوم أليكس بنقل أغراضه إلى داخل منزل البحيرة، ليبدأ العمل على تنظيفه وإصلاح أعطابهِ وتجديد طلائه حتى عاد صالحاً للسكن، رغم أنّه منزل شفاف فاقد لأدنى درجات الخصوصية.
تعود كيت إلى منزل البحيرة وتضع رسالةً في صندوق البريد المعدني المثبّت على قائمٍ خشبيّ مغروس أمام المنزل، لأنها حديثة الانتقال فهي تحتمل أن ثمة رسائل ستأتيها على عنوانها القديم، لذلك طلبت في رسالتها إلى الساكن الجديد أن يقوم بتحويل أيّ رسائل باسمها إلى عنوانها الجديد، من هنا تبدأ الفكرة بالتذبذب لدى المشاهد، وليست سوى دقائق حتّى يتضح أننا نشاهد فيلماً يحاول أن يعيد لنا عقدة التفكير في قضية أزلية، والقائمة إلى يومنا، والمرتبطة بحياتنا، فكرة الزمن المعقّدة، وسرعان ما نجد أنفسنا نتذكر النظرية النسبية لآينشتاين، والضوء، وأمنيات السفر عبر الزمن، من الرسالة تتضح المفارقة لدى أليكس، فهي موقعة بتاريخ 2006 في حين أنّ أليكس يقرأها في 2004، الرسالة كُتبت في المُستقبل، سنتان تفصل بينهما، ويجمعهما صندوق البريد الذي تحوّل إلى غرفة دردشة كما يظهر للمشاهدين، الاثنان يقفان أمام نفس الصندوق، يكتبان الرسائل لبعضهما، يسألها أليكس عن المستقبل، وتخبره بأن لا جديد، وتستمرّ الأحداث بخيالها العلمي الذي ينقصة بعض الإقناع، ويتحولان إلى عاشقين مناسبين لبعضهما تماماً، فقد وُجدا في المكان الصحيح، واتضح أنهما يتفقان في عدّة أمور، علاقةٌ كانت ستبدو ناجحة وسعيدة، لولا أنهما وُجدا في توقيتٍ خاطئ، فثمة زمنٍ يحتاج إلى إعادة ترتيب، سنتان تحتاجان إلى اختزال.
الانتظار ممل بالتأكيد، وسيكون مملاً ومرهقاً بشكلٍ أكبر، عندما يكونُ انتظاراً معقداً كالذي يحصلُ مع كيت وأليكس لأجل أن يلتقيا، فقد أصبحا كمسافرين في قطارٍ واحد يتكون من عدّة عربات مغلقة، كيت في أول مقطورة تنتظرُ وصول أليكس الذي يجلس آخر مقطورة! هذا الانتظار الممل هو عقدة الفيلم، إلى جانب الفكرة الأساسية التي كانت ستظهر بشكلٍ أفضل لو صُححت بعض الأحداث.
نهاية الفيلم كانت سعيدة، وهي ما يتمناه المُشاهد الذي يكتفي بالتعاطف مع أبطال الفيلم، لكنها غير مُرضية لمن يبحث عن أشياء أكبر، لأنه بعد أن حاول طوال الفيلم أن يتجاوز أخطاء صغيرة تقديراً للفكرة العامة والعميقة للفيلم، سيجد نفسه أمام نهايةٍ غير منطقيّة تمّ صرفها بالمجّان لجمهور المُتابعين
.....
...

## وصلات خارجية
- الموقع الرسمي
- منزل البحيرة على موقع IMDb (الإنجليزية)
- منزل البحيرة على موقع ميتاكريتيك (الإنجليزية)
- منزل البحيرة على موقع الموسوعة البريطانية (الإنجليزية)
- منزل البحيرة على موقع روتن توميتوز (الإنجليزية)
- منزل البحيرة على موقع نتفليكس (الإنجليزية)
- منزل البحيرة على موقع قاعدة بيانات الأفلام العربية
- منزل البحيرة على موقع ألو سيني (الفرنسية)
- منزل البحيرة على موقع Turner Classic Movies (الإنجليزية)
- منزل البحيرة على موقع أول موفي (الإنجليزية)
- منزل البحيرة على موقع بوكس أوفيس موجو (الإنجليزية)
- Cano López, Marina. 2008. Persuasion Moves to Chicago: Rewriting Austen’s Classic in The Lake House. Persuasions-On Line. 29 (1) http://www.jasna.org/persuasions/on-line/vol29no1/cano-lopez.html